# Drseči tečaj
Drseči tečaj je bila slovenska jazz-rock zasedba, ki je delovala v letih 1978-1979. Začetki skupine segajo v gimnazijske čase članov, v leta 1973-1976. Po zamenjavi začetnih članov sta ostala jedro skupine Dejan Pečenko na klaviaturah in Rastko Zager na basu. Pridružila sta se jima afriški kitarist Boyd Chuuya in bobnar Damjan Likavec. Skupina je v tistem času posnela tri studijske skladbe za Radio Maribor in izvajala koncerte od Maribora do Čakovca. Na izdanem CD-ju so se ohranile tudi skladbe, posnete v živo.

## Diskografija
CD: Drseči tečaj 1979 (1979) - SAZAS RAZACD004